# Thijmen Kupers
Thijmen Kupers (Doetinchem, 4 oktober 1991) is een Nederlandse voormalige atleet, die zich had toegelegd op de middellange afstand, met name de 800 m. Hij veroverde in deze discipline dertien nationale titels, waarvan twaalf op de 800 en één op de 1500 m (peildatum november 2019). Zowel indoor als outdoor is hij in bezit van de meeste titels over 800 m op een rij (zes indoor, vijf outdoor) en beide kampioenschapsrecords (1.46,21 indoor in 2016 en 1.45,23 outdoor in 2016).

## Loopbaan

### Eerste nationale titel
Kupers veroverde zijn eerste nationale titel in 2012 op de Nederlandse indoorkampioenschappen in Apeldoorn op de 800 m, en werd vervolgens uitgezonden naar de Europese kampioenschappen in Helsinki, waar hij doordrong tot de halve finale.

### EK- en WK-deelname
In 2013 werd hij zowel binnen als buiten Nederlands kampioen op de 800 m. Op de Europese indoorkampioenschappen in Göteborg kwam hij datzelfde jaar, net als een jaar eerder in Helsinki, niet verder dan de halve finale. Op de Europese kampioenschappen voor atleten onder de 23 jaar (U23) in Tampere haalde hij wel de finale en werd hij zesde op de 800 m, waarna hij tevens deel uitmaakte van het Nederlandse team op de 4 x 400 meter estafette, dat op de zevende plaats eindigde.
In 2014 prolongeerde Kupers zijn beide nationale titels op de 800 m en finishte hij op de wereldindoorkampioenschappen als vijfde, maar op de Europese kampioenschappen in Zürich kwam hij vanwege achillespeesklachten niet verder dan de zesde plaats in zijn serie. Na afloop van het baanseizoen nam Kupers als wielrenner, een sport die hij af en toe bij wijze van training beoefent, deel aan de Ronde van Winsum, waarbij hij tijdens het ontwijken van een gevallen wielrenner zelf ten val kwam en zijn sleutelbeen brak.

### Eremetaal op EK indoor
In 2015 werd Kupers voor de vierde keer op rij Nederlands indoorkampioen op de 800 m in 1.47,81, de snelste tijd die hij tot dan toe op een NK indoor had gelopen. Een maand later behaalde hij een bronzen medaille op de Europese kampioenschappen indoor in Praag. Na Rob Druppers (eenmaal goud, tweemaal zilver), Arnoud Okken (eenmaal goud), Stella Jongmans en Marko Koers (beiden eenmaal zilver) is Thijmen Kupers de vijfde Nederlander die er op de 800 m tijdens een EK indoor in slaagde eremetaal te veroveren.

### Einde atletiekloopbaan
Op 8 juli 2022 maakte Kupers bekend, dat hij een punt zette achter zijn atletiekloopbaan. Hij vond het tijd geworden voor andere uitdagingen.
Tussen 2021 en 2024 werkte hij als data scientist bij het Universitair Medisch Centrum Groningen, op de afdeling Eerstelijns geneeskunde. 

## Nederlandse kampioenschappen
Outdoor
| Onderdeel | Jaar                         |
| --------- | ---------------------------- |
| 800 m     | 2013, 2014, 2015, 2016, 2017 |

Indoor
| Onderdeel | Jaar                                     |
| --------- | ---------------------------------------- |
| 800 m     | 2012, 2013, 2014, 2015, 2016, 2017, 2019 |
| 1500 m    | 2017                                     |

## Persoonlijke records
Outdoor
| Discipline | Prestatie | Datum        | Plaats  |
| ---------- | --------- | ------------ | ------- |
| 800 m      | 1.44,99   | 11 juni 2017 | Hengelo |

Indoor
| Discipline | Prestatie | Datum            | Plaats    |
| ---------- | --------- | ---------------- | --------- |
| 800 m      | 1.46,21   | 28 februari 2016 | Apeldoorn |

## Palmares

### 800 m
- 2011: 6e NK – 1.50,82
- 2012:  NK indoor – 1.48,71
- 2012:  NK – 1.53,85
- 2012: 8e in ½ fin. EK – 1.50,37 (in serie 1.47,96)
- 2013:  NK indoor – 1.48,65
- 2013: 6e in ½ fin. EK indoor – 1.50,29
- 2013: 6e EK U23 – 1.47,15
- 2013:  NK – 1.52,54
- 2014:  NK indoor – 1.50,15
- 2014: 5e WK indoor – 1.47,74 (in serie 1.46,55)
- 2014: NK – 1.47,07
- 2014: 6e in serie EK – 1.49,69
- 2015:  NK indoor – 1.47,81
- 2015:  EK indoor – 1.47,25
- 2015: 6e FBK Games - 1.46,11
- 2015:  Gouden Spike - 1.48,28
- 2015:  NK – 1.45,28
- 2015: 7e in ½ fin. WK – 1.47,74 (in serie 1.46,70)
- 2016:  NK indoor – 1.46,21
- 2016:  NK – 1.45,25
- 2017:  NK indoor – 1.49,21 (in serie 1.48,33)
- 2017: 5e EK indoor - 1.50,47 (in serie 1.47,21)
- 2017:  FBK Games - 1.44,99
- 2017:  Stockholm Bauhaus Athletics - 1.45,02
- 2017:  NK – 1.49,10
- 2019:  NK indoor – 1.47,63
- 2021:  NK indoor - 1.47,75
- 2021: 4e in serie EK indoor - 1.50,38

### 1500 m
- 2017:  NK – 3.43,29
- 2020:  NK - 3.45,59

### 4 x 400 m
- 2013: 7e EK U23 – 3.07,47 (in serie 3.07,27)

### 4 km
- 2018:  Plantsoenloop (Groningen) - 12.11